# 拉吉耶尔米
拉吉耶尔米（法語：La Guillermie，法語發音：[la gijɛʁmi]）是法国阿列省的一个市镇，位于该省南部偏东，和多姆山省接壤，属于维希区。

## 地理
拉吉耶尔米（45°58'55"N, 3°38'19"E）面积12.33 平方千米，位于法国奥弗涅-罗讷-阿尔卑斯大区阿列省，该省份为法国中部省份，北起涅夫勒省、西北接谢尔省，西南至克勒兹省，南至多姆山省，东南临卢瓦尔省，东临索恩-卢瓦尔省。
与拉吉耶尔米接壤的市镇（或旧市镇、城区）包括：锡雄河畔费里耶尔、拉瓦讷、拉绍、圣维克托蒙维亚内。

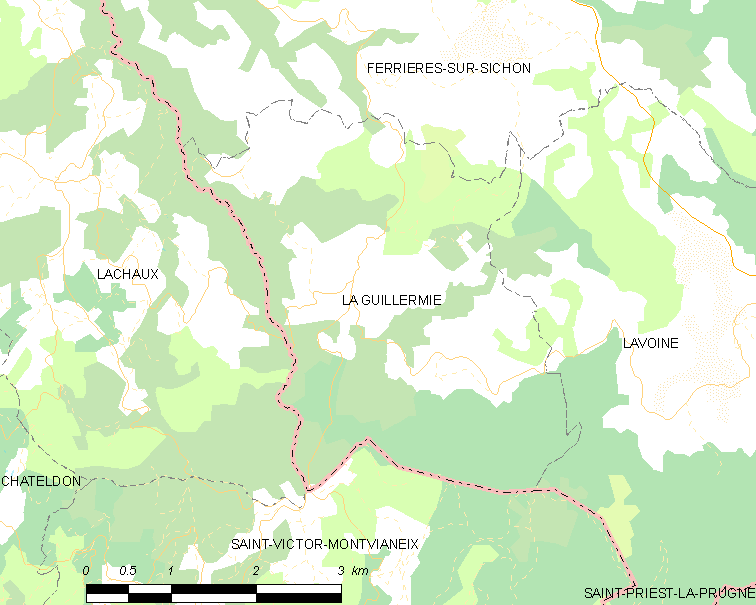
拉吉耶尔米的OSM定位图

拉吉耶尔米的时区为UTC+01:00、UTC+02:00（夏令时）。

## 行政
拉吉耶尔米的邮政编码为03250，INSEE市镇编码为03125。

## 政治
拉吉耶尔米所属的省级选区为拉帕利斯县。

## 人口

1962-2008年间拉吉耶尔米人口变化图示

拉吉耶尔米于2022年1月1日时的人口数量为122人。